# Schlacht bei Sempach
Die Schlacht bei Sempach (Kanton Luzern) fand am 9. Juli 1386 statt. Sie war die entscheidende Schlacht im Sempacherkrieg zwischen der sich entwickelnden Eidgenossenschaft und dem Herzogtum Österreich, der von 1385 bis 1389 dauerte.
Die Schlacht bei Sempach gilt in der Geschichte der Schweiz als Höhepunkt des Konfliktes zwischen den Habsburgern und den Eidgenossen während der Schweizer Habsburgerkriege. Der Sieg des eidgenössischen Bündnisses führte zu einer Festigung der Eidgenossenschaft und zum Zusammenbruch der Macht des Hauses Habsburg in den habsburgischen Vorlanden. Die Städte Luzern, Bern und Solothurn konnten ihr Territorium erweitern, namentlich durch die Eroberung des Aargau 1415. Der Sieg sicherte den Weiterbestand der achtörtigen Eidgenossenschaft und ermöglichte ihr weiteres Wachstum zur Eidgenossenschaft der Dreizehn Orte der frühen Neuzeit.
Seit dem späteren 15. Jahrhundert fand eine jährliche Gedenkfeier an den Sieg bei Sempach bei der Schlachtkapelle Sempach statt. Aus derselben Zeit stammt das Sempacherlied, das die Schlacht beschreibt und den Heldentod des Arnold Winkelried besingt.

## Vorgeschichte
Im 14. Jahrhundert entstand im Gebiet der heutigen Schweiz ein Bündnisgeflecht, das den Kristallisationskern für die Alte Eidgenossenschaft bilden sollte. Gemäss frühneuzeitlichen Chronisten soll die Eidgenossenschaft 1291 im sogenannten Rütlischwur als Bündnis zwischen Uri, Schwyz und Unterwalden entstanden sein. Nach dem heutigen Wissensstand gibt es jedoch keine Hinweise, dass der Rütlischwur tatsächlich stattgefunden hat. Trotzdem ist er aber immer noch fester Bestandteil der populären Geschichtsschreibung.
Im Jahr 1332 schloss die habsburgische Landstadt Luzern einen Bund mit den Waldstätten, womit sich die aufstrebende Luzerner Bürgerschaft militärisch absichern wollte. Vor dem Hintergrund einer Fehde mit dem Haus Habsburg schloss 1351 auch die Reichsstadt Zürich ein Bündnis mit Luzern und den Waldstätten. Die unmittelbare Ursache für die Fehde zwischen Zürich und Habsburg war, dass Zürich als Reaktion auf die Ablehnung seines Bündnisangebots an das Haus Habsburg die Rapperswiler Burgen zerstörte, die es in Folge der Mordnacht von Zürich besetzt hielt. Im Verlauf dieser Fehde eroberte Zürich mit Hilfe seiner Verbündeten 1352 die habsburgische Landstadt Zug sowie das ebenso zu Habsburg gehörige Glarus, welche zum Abschluss von unbefristeten Bündnissen mit Uri, Schwyz, Unterwalden, Zürich und Luzern gezwungen wurden.
Im westlichen Teil der heutigen Schweiz hatte sich mit der Burgundischen Eidgenossenschaft um die Reichsstadt Bern ein weiteres mächtiges Bündnissystem gebildet. Aufgrund der Expansionspolitik der Stadt Bern kam es innerhalb der Burgundischen Eidgenossenschaft allerdings zu grossen Spannungen zwischen der Stadt Bern und den adligen Mitgliedern der Burgundischen Eidgenossenschaft. Als Bern sich weigerte, Ludwig IV. als Römisch-deutschen Kaiser anzuerkennen, da dieser gegen den Willen des Papstes zum Kaiser gekrönt worden war, eskalierten diese Spannungen schliesslich im Laupenkrieg, in welchem die Stadt Bern einer Allianz bestehend aus der habsburgischen Landstadt Freiburg im Üechtland, verschiedenen adligen und geistlichen Herrschaften aus dem Gebiet der heutigen Westschweiz und der Grafschaft Savoyen gegenüberstand. Uri, Schwyz und Unterwalden unterstützten Bern aufgrund eines 1323 geschlossenen befristeten Bündnisses. Im Jahr 1353 schloss die Stadt Bern schliesslich ein ewiges Bündnis mit Uri, Schwyz und Unterwalden. Obwohl zu diesem Zeitpunkt noch keine Bündnisse zwischen Bern und den Städten Luzern und Zürich bestanden, wird dieses Datum in der Schweizer Geschichtsschreibung gemeinhin als Beitritt von Bern zur Eidgenossenschaft angesehen.
| Jahr      | Uri | Schwyz | Unterwalden | Luzern | Zürich | Zug | Glarus | Bern |
| --------- | --- | ------ | ----------- | ------ | ------ | --- | ------ | ---- |
| 1291      | +   | +      | +           | -      | -      | -   | -      | -    |
| 1315      | +   | +      | +           | -      | -      | -   | -      | -    |
| 1332      | +   | +      | +           | +      | -      | -   | -      | -    |
| 1351      | +   | +      | +           | -      | +      | -   | -      | -    |
| 1352      | +   | +      | +           | -      | +      | -   | +      | -    |
| 1352/1365 | +   | +      | +           | +      | +      | +   | -      | -    |
| 1353      | +   | +      | +           | -      | -      | -   | -      | +    |

Herzog Leopold III. von Habsburg erhielt bei der Teilung des Habsburgerreiches im Vertrag von Neuberg 1379 neben der Steiermark, Kärnten, der Krain und Tirol auch die Habsburger Vorlande zugesprochen, die aus den habsburgischen Besitzungen im Gebiet der heutigen Schweiz und Vorarlberg bestanden. Leopolds Ziel war es durch eine aktive Erwerbungspolitik eine Verbindung zwischen seinen zersplitterten Gütern in den Vorlanden und der Grafschaft Tirol herzustellen. Um die Verbindung zur habsburgischen Stadt Freiburg im Üechtland sicherzustellen, erwarb er hierzu die Pfandschaft über die Städte Nidau, Büren und Altreu. Um die Verbindung zum Elsass zu gewährleisten, brachte er den Hauenstein unter seine Kontrolle. Diese Territorialpolitik kollidierte aber mit den Interessen der Städte im Gebiet der heutigen Schweiz, welche zu diesem Zeitpunkt ebenfalls versuchten, ihre Territorien auszuweiten. Einen ersten Rückschlag musste Leopold im Burgdorferkrieg (1383–1384) hinnehmen, in welchem die Stadt Bern die strategisch wichtigen Städte Burgdorf und Thun von den Neu-Kyburgern, einem Nebenzweig der Habsburger, eroberte.
Anfangs bestand die Territorialpolitik der Städte aus dem Kauf, der Pfändung oder der Belehnung neuer Gebiete. Bald begannen die Städte jedoch ihr Territorium durch die Vergabe von Burgrechten und die Aufnahme von Ausburgern zu erweitern, was gemäss der damaligen Reichsgesetze verboten war. Die damit einhergehende Aushöhlung der Adelsrechte führte zu Spannungen zwischen den Städten und dem Adel. Vor diesem Hintergrund bildeten sich im süddeutschen Raum verschiedene gegen Habsburg gerichtete Städtebünde. Der wichtigste davon war der Konstanzer Bund, in dem sich 1385 die Städte Bern, Zürich, Zug, Solothurn und indirekt auch Luzern mit zahlreichen weiteren süddeutschen Städten verbündeten. Da Leopold nicht auf die Unterstützung des römisch-deutschen Königs zählen konnte und der süddeutsche Raum in Folge des Grossen Schismas von 1378 gespalten war, befand sich Leopold in einer relativ schwachen Position. Deshalb versuchte er einen Konflikt zu vermeiden und zu einem friedlichen Ausgleich mit den Städten zu kommen. Die eidgenössischen Städte dagegen dehnten ihren Einflussbereich immer weiter aus und gerieten dadurch in Konflikte mit den lokalen habsburgischen Amtsträgern und Pfandherren.
Die (de jure) immer noch österreichische Stadt Luzern emanzipierte sich zu dieser Zeit zunehmend von ihrer habsburgischen Herrschaft und betrieb eine aggressive Politik zur Ausdehnung ihres Territoriums. In den 1380er-Jahren kaufte die Stadt Luzern die Vogtei Weggis.

## Sempacherkrieg bis zur Schlacht bei Sempach
Die ersten Kampfhandlungen im Rahmen des Sempacherkriegs erfolgten Ende 1385. Ohne formelle Kriegserklärung kam es zu mehreren kriegerischen Übergriffen durch Luzerner, Zuger und Zürcher auf die habsburgischen Stützpunkte Rapperswil, St. Andreas bei Cham, Rothenburg und Wolhusen. Auch wurden zahlreiche Burgen des Habsburg dienenden Adels zerstört. Anfangs 1386 nahm Luzern das Entlebuch, Sempach, Meienberg, Richensee und Willisau in ihr Burgrecht auf. Der Überlieferung nach wurde in diesem Zusammenhang auch Peter von Thorberg, dem das Haus Habsburg die Herrschaft Wolhusen verpfändet hatte, zusammen mit seinem Untervogt Claus Trube aus dem Entlebuch vertrieben. Die österreichischen Amtsleute setzten sich jedoch gegen die territoriale Ausdehnung Luzerns zur Wehr. Das österreichische Landesaufgebot besiegte die Luzerner in der Folge bei Meienberg. Diese Niederlage veranlasste Luzern, bei seinen Verbündeten in Zürich und den Waldstätten um Unterstützung zu bitten.
Am 21. Februar 1386 wurden die Kampfhandlungen durch einen Waffenstillstand unterbrochen. Unter Vermittlung der schwäbischen Städte, die aus wirtschaftlichen Gründen neutral blieben, wurden im Mai und Juni 1386 in Zürich Friedensverhandlungen geführt. Diese erwiesen sich aber als erfolglos, und der Waffenstillstand wurde nicht verlängert.
Herzog Leopold III. sammelte währenddessen seine Truppen in Brugg, der Residenzstadt der Habsburger in den Vorlanden. Sein Heer rekrutierte sich aus dem Ritteradel aus Schwaben, dem Elsass, dem Aargau, dem Thurgau und Tirol, der Führungsschicht oberdeutscher Städte sowie deutschen, französischen und italienischen Söldnern. Die Eidgenossen rechneten damit, dass Leopold die Stadt Zürich angreifen würde. Deshalb wurde zur Verteidigung Zürichs ein Heer bestehend aus Truppen von Zürich, Luzern, Uri, Schwyz und Unterwalden aufgestellt (Bern hat hingegen keine Truppen geschickt). Statt nach Zürich marschierte Leopold im Juni Richtung Luzern. Offenbar wollte Leopold eine direkte Konfrontation mit dem eidgenössischen Heer vor Zürich vermeiden und beabsichtigte stattdessen im von Luzern kontrollierten Territorium einen Schädigungskrieg zu führen, wie es in der mittelalterlichen Kriegsführung üblich war. Die Stadt Willisau ergab sich am 1. Juli kampflos dem habsburgischen Heer. Nachdem sie sich eine Woche in Willisau aufgehalten hatten, wurde die Stadt am 8. Juli von den Habsburgern niedergebrannt. Nach der Brandschatzung Willisaus machte sich das Habsburgische Heer auf den Weg nach Sempach, das wohl das nächste Opfer des österreichischen Schädigungskriegs hätte werden sollen.

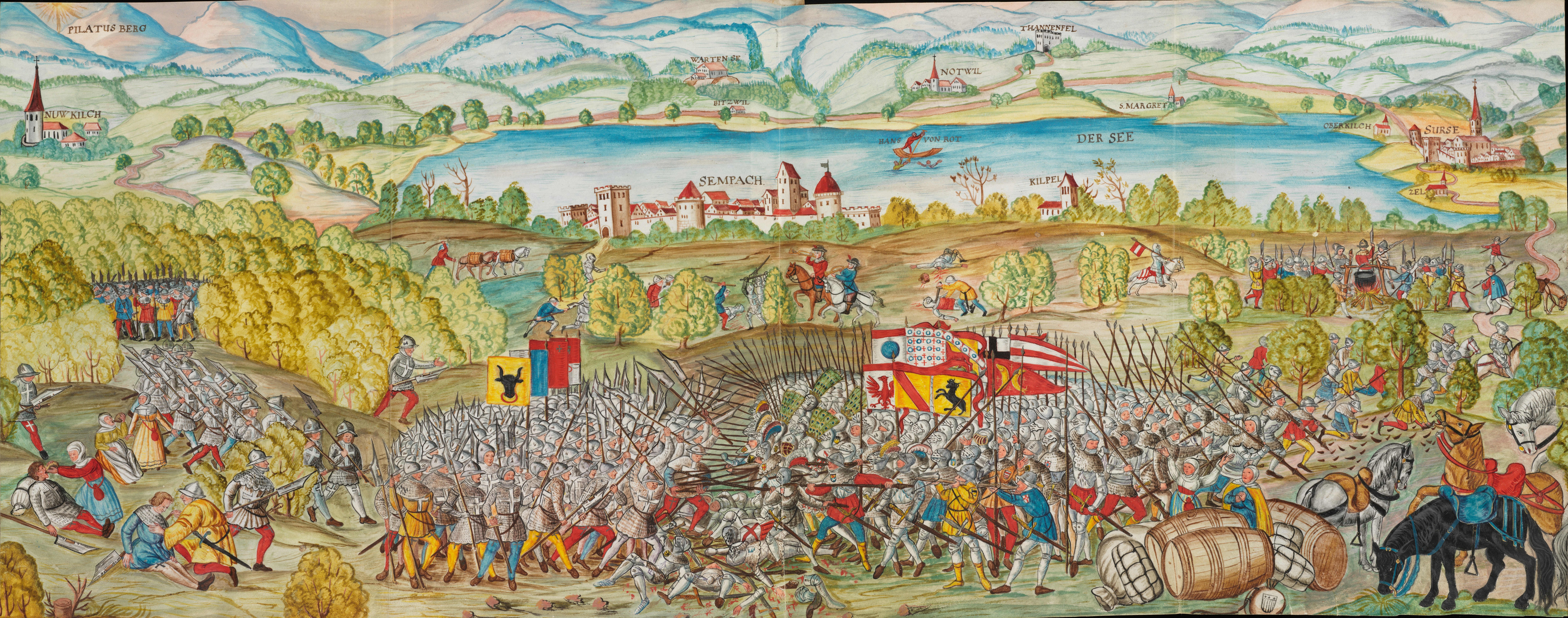
Die Schlacht von Sempach nach Aegidius Tschudi

## Die Schlacht

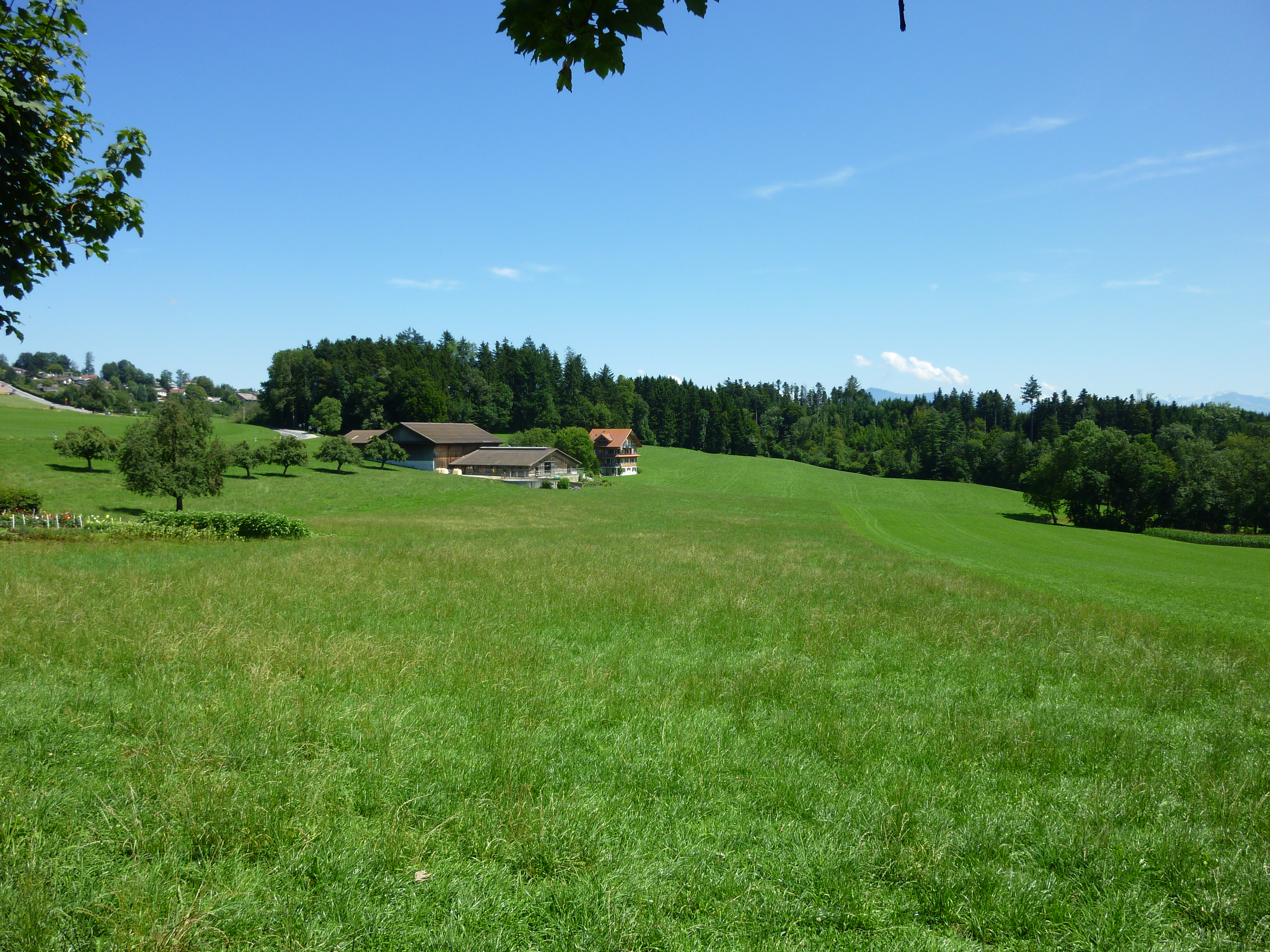
Das Schlachtfeld heute

Über den genauen Ablauf der Schlacht wurden verschiedene Meinungen vertreten, dies weil sich die Berichte zur Schlacht teilweise widersprechen. Es sind drei zeitgenössische Quellen bekannt, die den Schlachtverlauf beschreiben: Die Zürcher Chronik (um 1390), die Chronik der 95 Herrschaften des Leopold von Wien (um 1386–1394) und die Schrift Ain ler von den streitten des Johannes Seffner (um 1400).
Am 9. Juli waren eidgenössischen Truppen aus Luzern, Uri, Schwyz und Unterwalden, die aus Zürich abgezogen worden waren, unterwegs nach Sempach. Unweit von Sempach trafen sie auf das österreichische Heer. In den spärlichen zeitgenössischen Berichten gibt es Hinweise, dass weder die eidgenössischen noch die habsburgischen Truppen mit einer Schlacht rechneten. Die zeitgenössischen Quellen berichten davon, dass die habsburgischen Ritter vom Auftauchen der eidgenössischen Marschkolonne überrascht worden seien. Offenbar schätzten die Habsburger die Situation falsch ein und griffen überstürzt ohne Gefechtsformation an. Gemäss österreichischen Quellen lag in dieser fehlenden Ordnung die Ursache für die Niederlage.
Es gibt auch Hinweise, dass die habsburgischen Ritter in Panik geraten sein könnten, als sie realisierten, dass sie unter den gegebenen Umständen damit rechnen mussten, getötet zu werden, und nicht darauf hoffen konnten, für spätere Lösegeldforderungen gefangen genommen zu werden, wie es in ritterlichen Kriegen sonst üblich war. Eine österreichische Quelle spricht jedenfalls davon, dass etliche Ritter sehr «träge» waren, ihre Pflicht zu tun und viele sich aufs Pferd setzten, der Schlacht eine Weile zuschauten und dann die Flucht ergriffen. Leopold III. von Habsburg nahm zu Beginn nicht selbst an der Schlacht teil. Erst als die Habsburger die Schlacht zu verlieren drohten, versuchte er offenbar das Ruder noch herumzureissen, indem er sich selbst in die Schlacht stürzte. Der Versuch war vergeblich und kostete Leopold das Leben.
Herzog Leopold wurde in der Kirche des Klosters Königsfelden bei Brugg begraben, das nach der Ermordung seines Grossvaters, König Albrecht I. von Habsburg, 1308 von dessen Witwe Elisabeth errichtet worden war. Die Eidgenossen ihrerseits verweilten noch drei Tage lang auf dem Schlachtfeld.

## Die Legende
Die erste Erwähnung eines Helden wie Winkelried, allerdings noch ohne Namen, findet sich in der Zürcher Chronik von 1476 und schildert die bewundernswerte Tat «eines getreuen Mannes» auf Seiten der Eidgenossen. In Tschudis Chronik taucht dieser in der Vorversion 1563 zuerst als Arnold Winckelriet auf, in der Ausgabe von 1564 ist er dann Herr Arnold von Winckelriet, Ritter.
Die in der Zeit der geistigen Landesverteidigung in der Schweiz populäre Winkelriedlegende besagt, dass der Sieg auf den Opfertod des Arnold von Winkelried zurückzuführen sei. Dieser habe sich mit dem Ausruf «Ich will euch eine Gasse bahnen, sorget für mein Weib und meine Kinder!» in die Speere der habsburgischen Ritter geworfen und diese niedergedrückt, so dass die eidgenössischen Fusstruppen mit ihren Hellebarden über seinen Körper hinweg in die Phalanx des Ritterheeres einbrechen konnten. Eine Variante seiner letzten Worte ist: «Der Freiheit eine Gasse!»

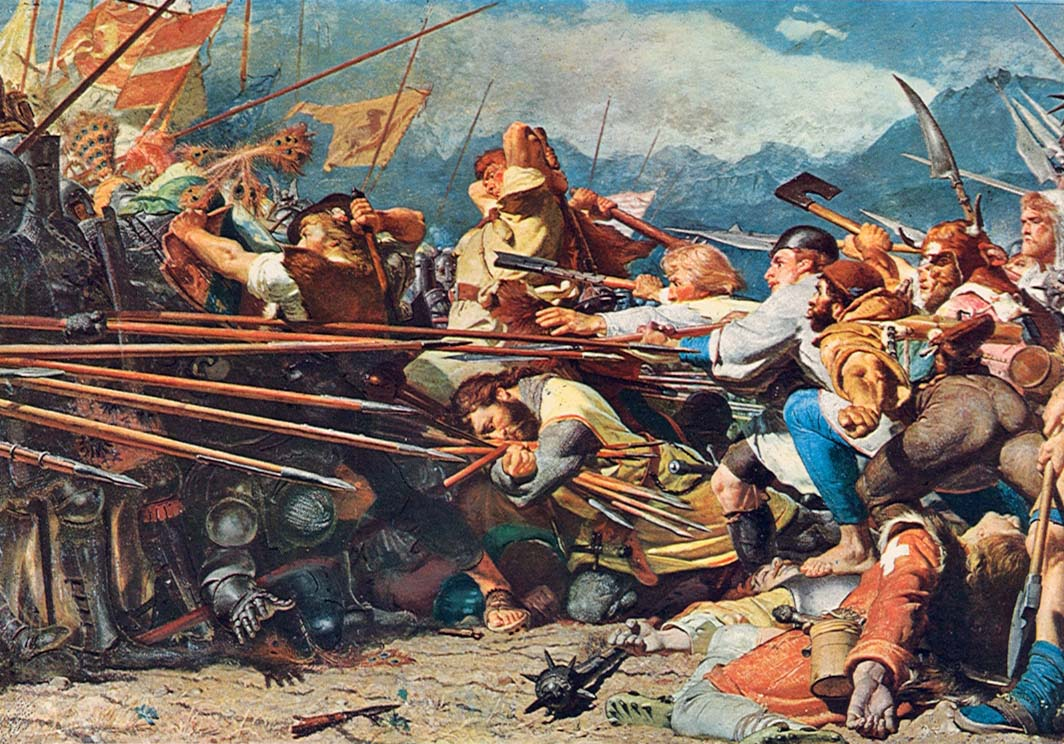
Winkelrieds Tod bei Sempach; Gemälde von Konrad Grob
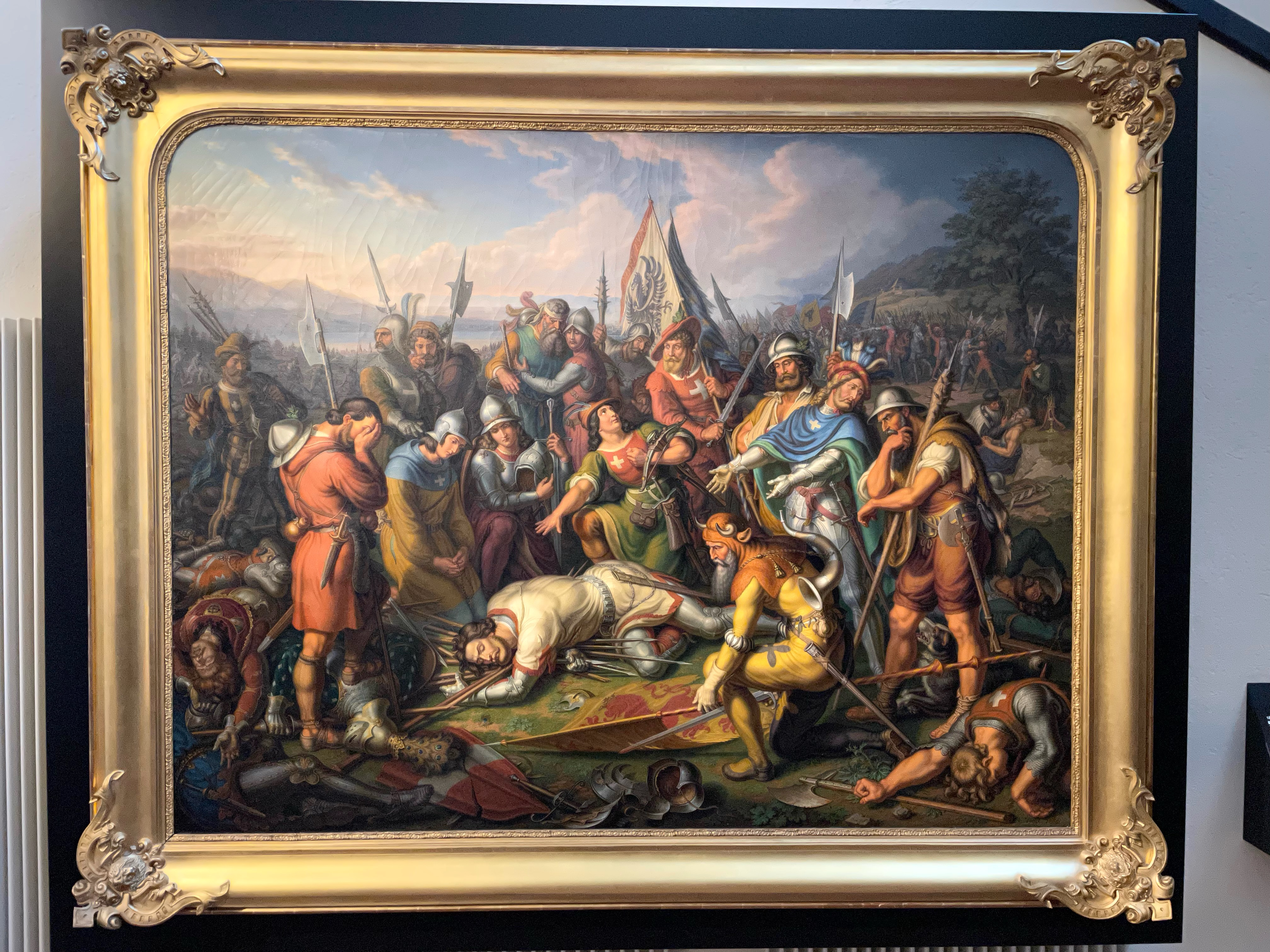
Gemälde von Ludwig Vogel
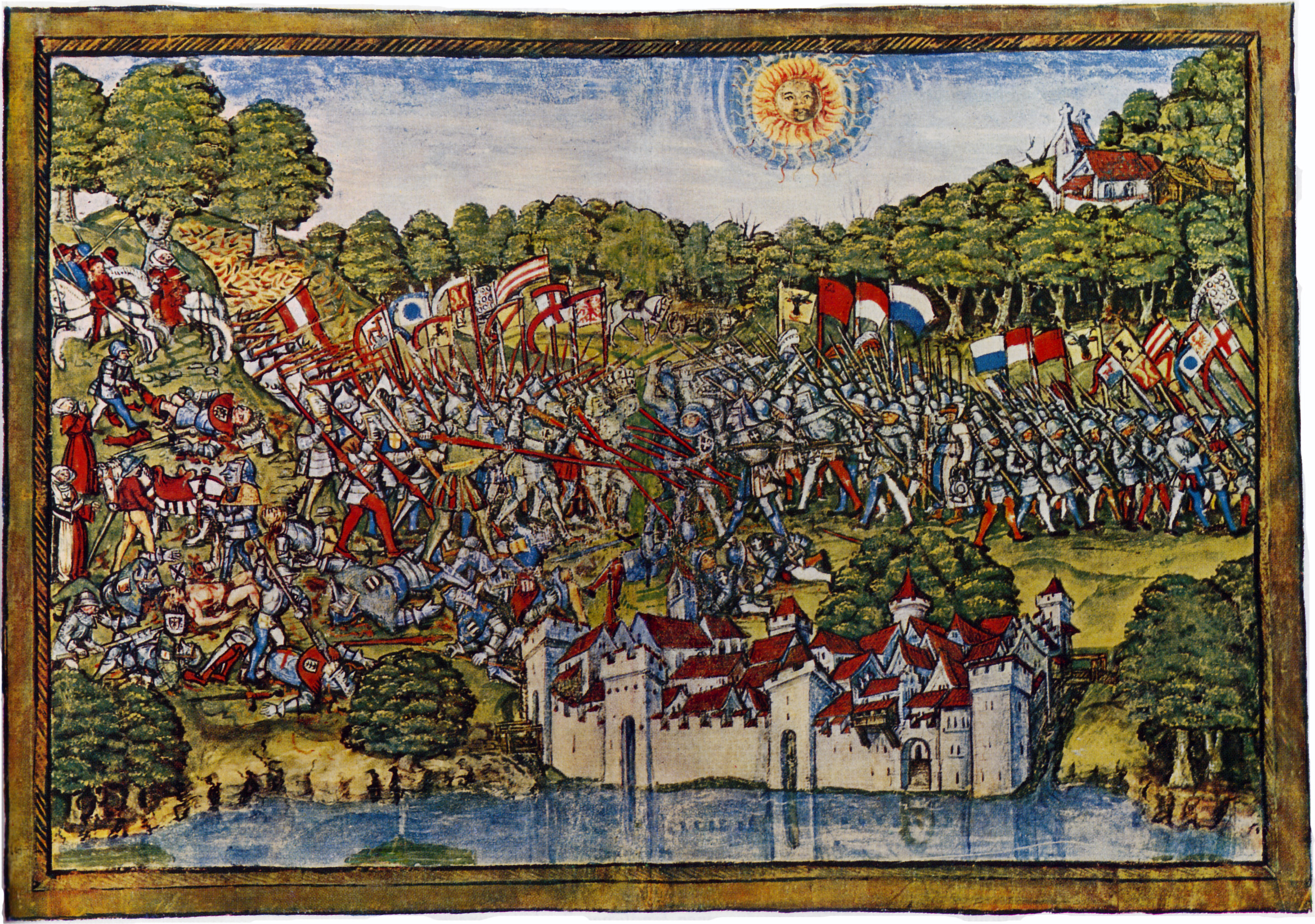
Die Schlacht bei Sempach in der Luzerner Chronik von 1513
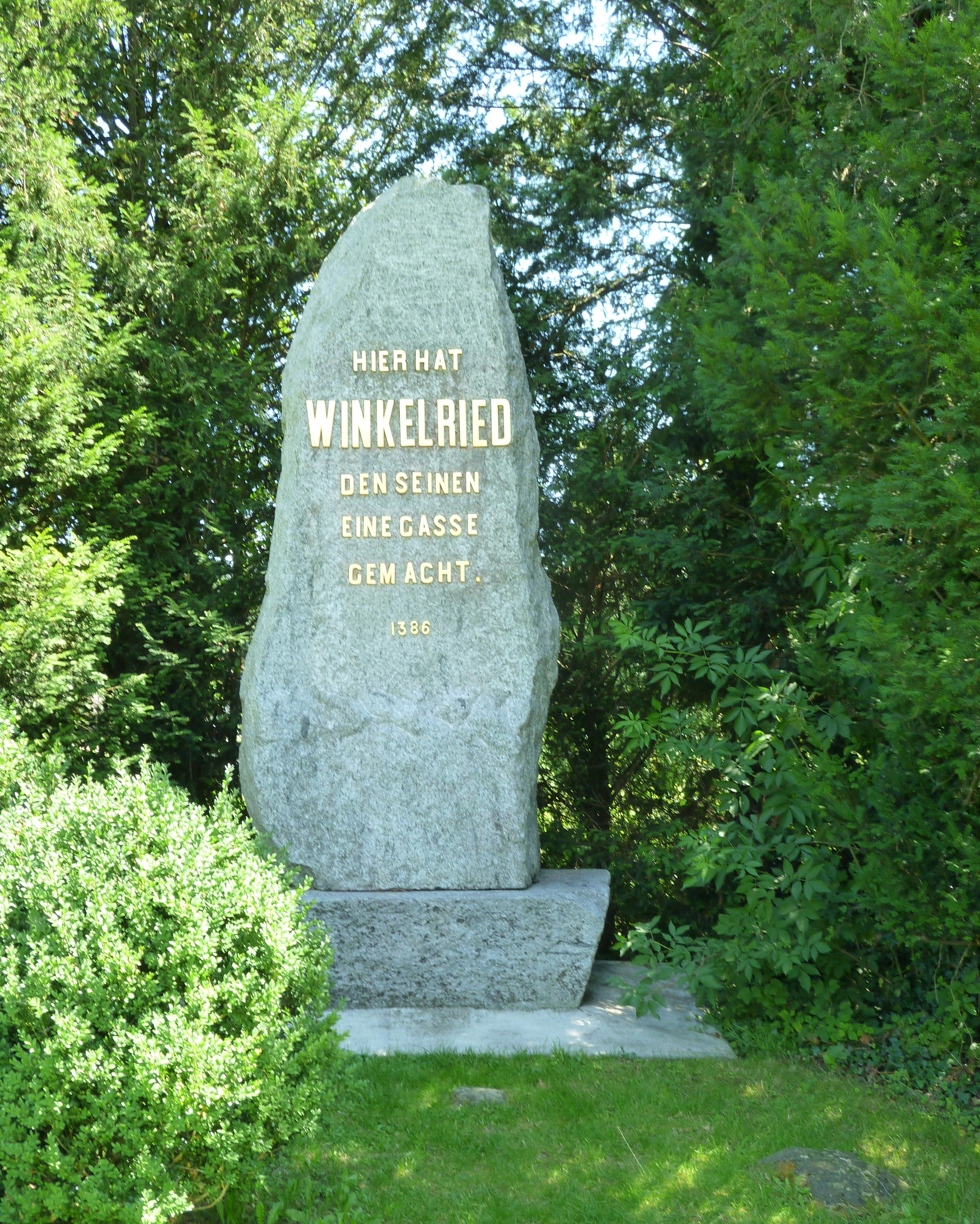
Winkelriedstein

## Schlachtgebet
«Ach reicher Christ vom himel! durch dinen bittern tod / hilff hüt uns armen sündern, uss dieser angst und not / und tu uns byestan / und unser land und lütte, in schirm und schutz behan» (Halbsuterlied, nach Aegidius Tschudi).
Die Eidgenossen waren sich sicher, dass ihnen Gott den Sieg und die Umkehr der Ständeordnung geschenkt habe. Gemäss der Legende dankten die Sieger Gott nach der gewonnenen Schlacht mit einem Kyrie eleison («Herr, erbarme dich»).

## Verluste
Die Verlustangaben differieren. Wahrscheinlich fielen auf Seiten der Eidgenossen mindestens 200 Kämpfer. Auf österreichischer Seite mindestens 400 Adlige zuzüglich etwa 1100 Mann Fussvolk, darunter alleine rund 200 Schwarzwälder der Grafschaft Hauenstein und Schaffhauser. Das Jahrzeitbuch von Zurzach nennt als Zahl der auf beiden Seiten Gefallenen je 1500. Die alte Limburger Chronik beziffert die Zahl der gefallenen Schweizer mit annähernd 600.
Für die gefallenen Adeligen auf Seiten der Habsburger siehe: Liste der gefallenen Adeligen auf Habsburger Seite in der Schlacht bei Sempach.

### Prominente Gefallene
- Herr Ulrich von Embs der Jüngere (Ritter) sowie Herr Egloff (Ritter), liegen zu Königsfelde neben Leiipolden III von Österreich begraben Quelle Emser Chronik von 1616, Seite 34
- Petermann von Gundoldingen (Führer des Luzerner Harstes)
- Junker Heinrich von Moos
- Arnold Winkelried (Truppenführer Unterwalden)
- Leopold III. von Habsburg (Herzog)
- Johann von Ochsenstein (Feldhauptmann der Habsburger)
- Hans Ulrich von Hasenburg (als Hasenherz verspottet)
- Peter von Aarberg (Bannerträger der Habsburger)
- Martin Malterer (Bannerträger Freiburg/Br.)
- Johann von Randegg (Nobler der Schaffhauser)

### Gefallene Adelsgeschlechter aus dem Breisgau

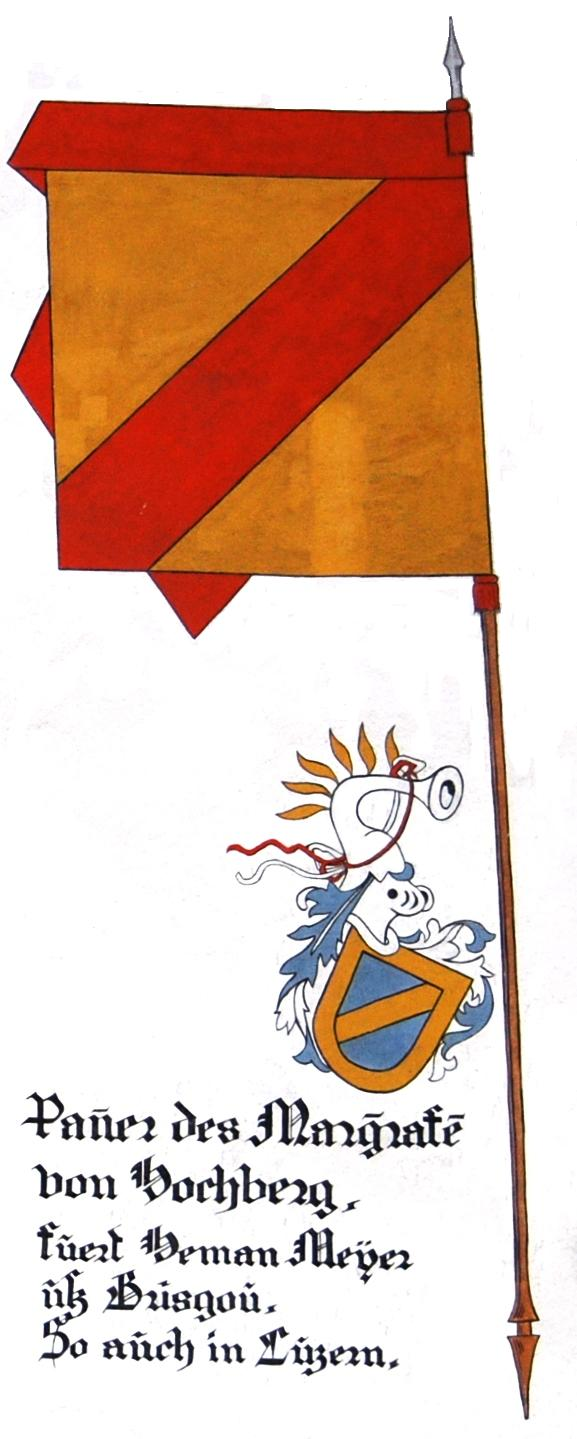
Schlachtbanner der Markgrafen von Baden und des Bannerträgers Henman Meyer-Niessen (Stammesgenossen der Geben)

In der Breisgauischen Liederhandschrift aus dem Jahre 1445 werden neben dem gefallenen Leopold viele andere Opfer aus breisgauischen Adelsfamilien aufgeführt. Die Einleitung lautet wie folgt: «Disz hernach geschriben herren ritter vnd knecht vnd stett wurdend alle vor sempach erschlagen by dem biderben herren herzogen luipolden von Osterrich in dem jare vnd vff den tage alz hye oben statt in den ferszen geschriben, der aller selen got gebe das ewig reich AMEN.
Am ersten der hochgelobt edel fürst Herzog Luipoldt.»
Dann folgen:
- Markgrauff von Hochberg (Markgraf Otto I. von Baden-Hachberg)
- Her haintzman kuochlin (Küchlin)
- Graf hans von fürstenberg (Grafen von Fürstenberg)
- Her engolff kuochlin (Küchlin)
- Junckher Walter von Geroltzegg (Herren von Geroldseck)
- Her hummel von keppenbach
- Her martin maltrer (Bannerträger Freiburg/Br.)
- Her hanmann maigernies (Meyer-Niessen, Stammesverwandte der Herren Geben; Bannerträger der Herren von Hachberg)
- Her götz von stouffen (von Staufen)
- Her Conrat stotz (Statz)
- Her Ulrich von stouffen (von Staufen)
- Her engolff von stülingen (von Stühlingen)
- Her hanmann von wiszwiler
- Her peter von bolsenheim
- Her hans von wiszwiler
- Her luitpold von mulheim
- Her oszwalt zem wyger
- Her conrat von bolsenheim (Conrat von Bolsenheim; Bannerträger der Neuenburger a. R.)
- Thoman berenlapp
- der von hasenburg (Hans Ulrich von Hasenburg)
- Lütold schäffrer
- her werlin von perenfels (Herren von Bärenfels)
- Haman rott (Roth)
- Adelberg von perenfels (Herren von Bärenfels)
- Burckhart gäszler (Gessler)
- her Rudolff hurus (Freiherren von Schönau)
- Hainrich väschlin
- her werliln von Rothberg
- Her walter von nuffen

Danach folgt eine Auflistung weiterer Gefallener nach Ortschaften bzw. Regionen.

## Gedenkstätte

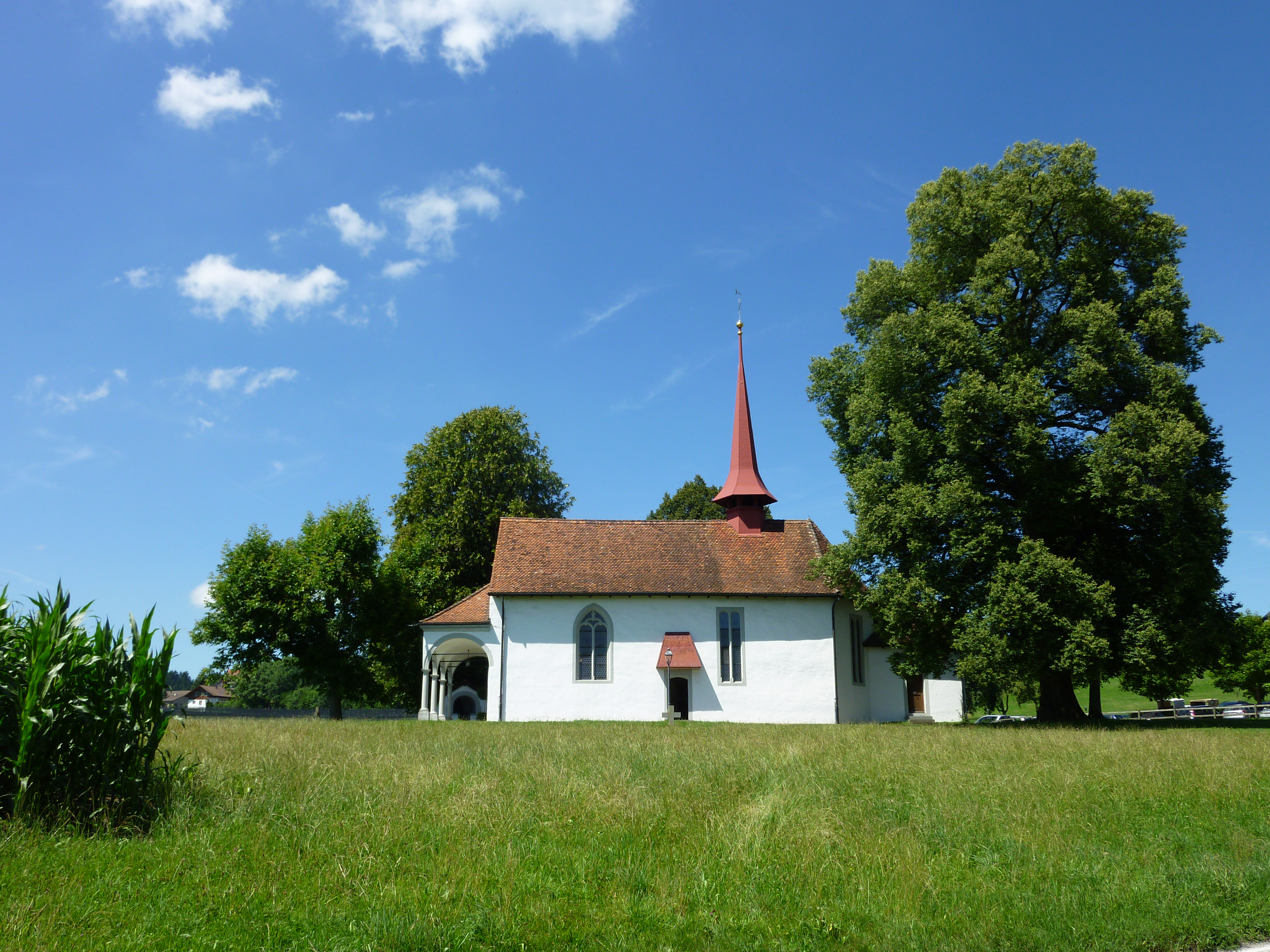
Schlachtkapelle Sempach

Heute stehen am Ort der damaligen Geschehnisse die Schlachtkapelle Sempach sowie ein Gedenkstein, der an Arnold von Winkelried erinnern soll. Jährlich am letzten Samstag im Juni findet eine Gedenkfeier statt.
Von der Kapelle aus führt ein markierter Spazierweg zu einer eher unbekannten Gedenkstätte mit Ausblick auf die Voralpen, der im Volksmund «Morgenbrot-Stöckli» ▼ genannt wird. Hier sollen die Eidgenossen vor der Schlacht ihr letztes Frühstück eingenommen haben und anschliessend durch das Meierholz über die Kapuzinerbrücke ▼ den Habsburgern entgegengezogen sein.
Ebenfalls an die Schlacht bei Sempach erinnert das Winkelrieddenkmal von Ferdinand Schlöth in Stans.

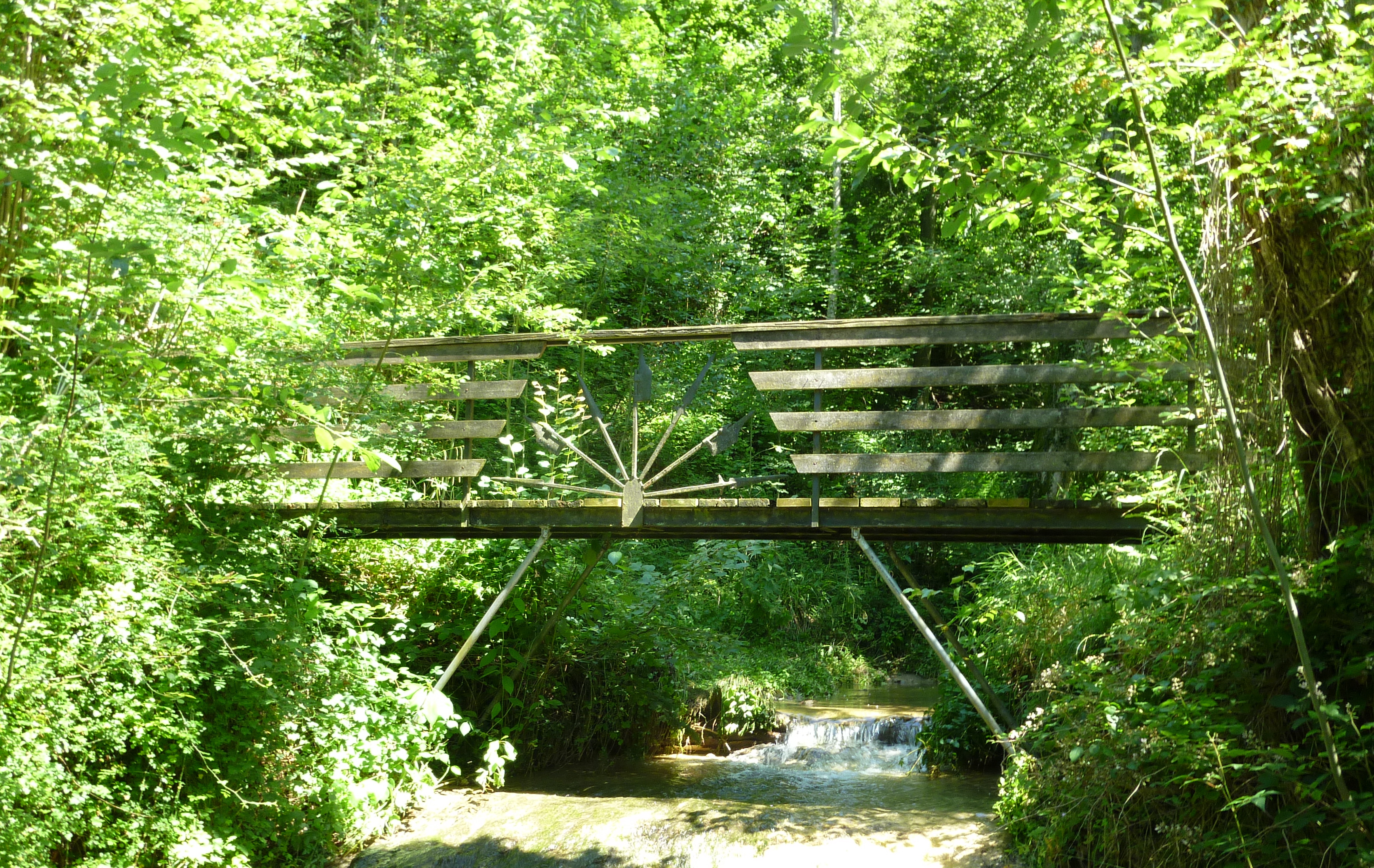
Kapuzinerbrücke
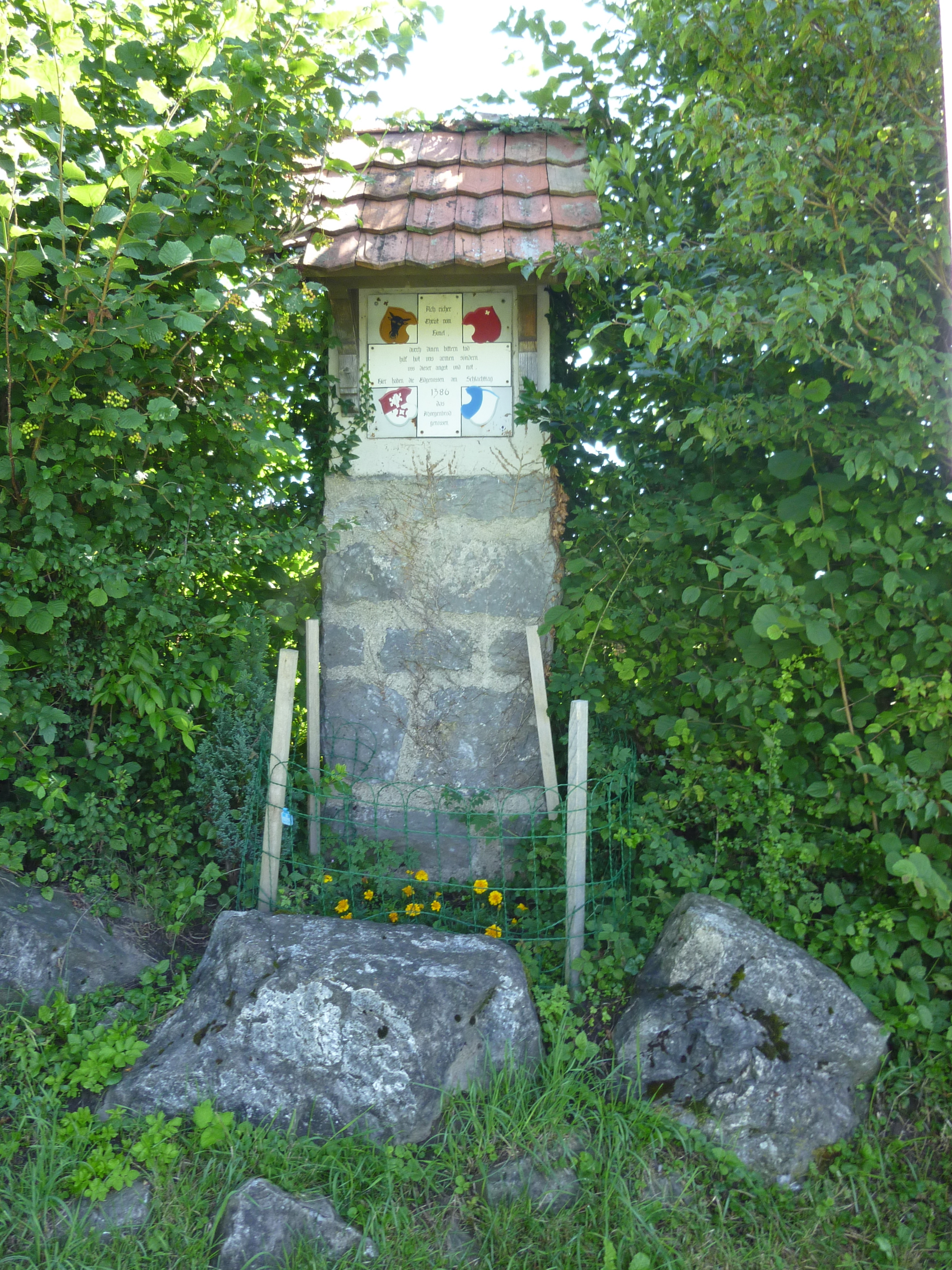
Morgenbrot-Stöckli
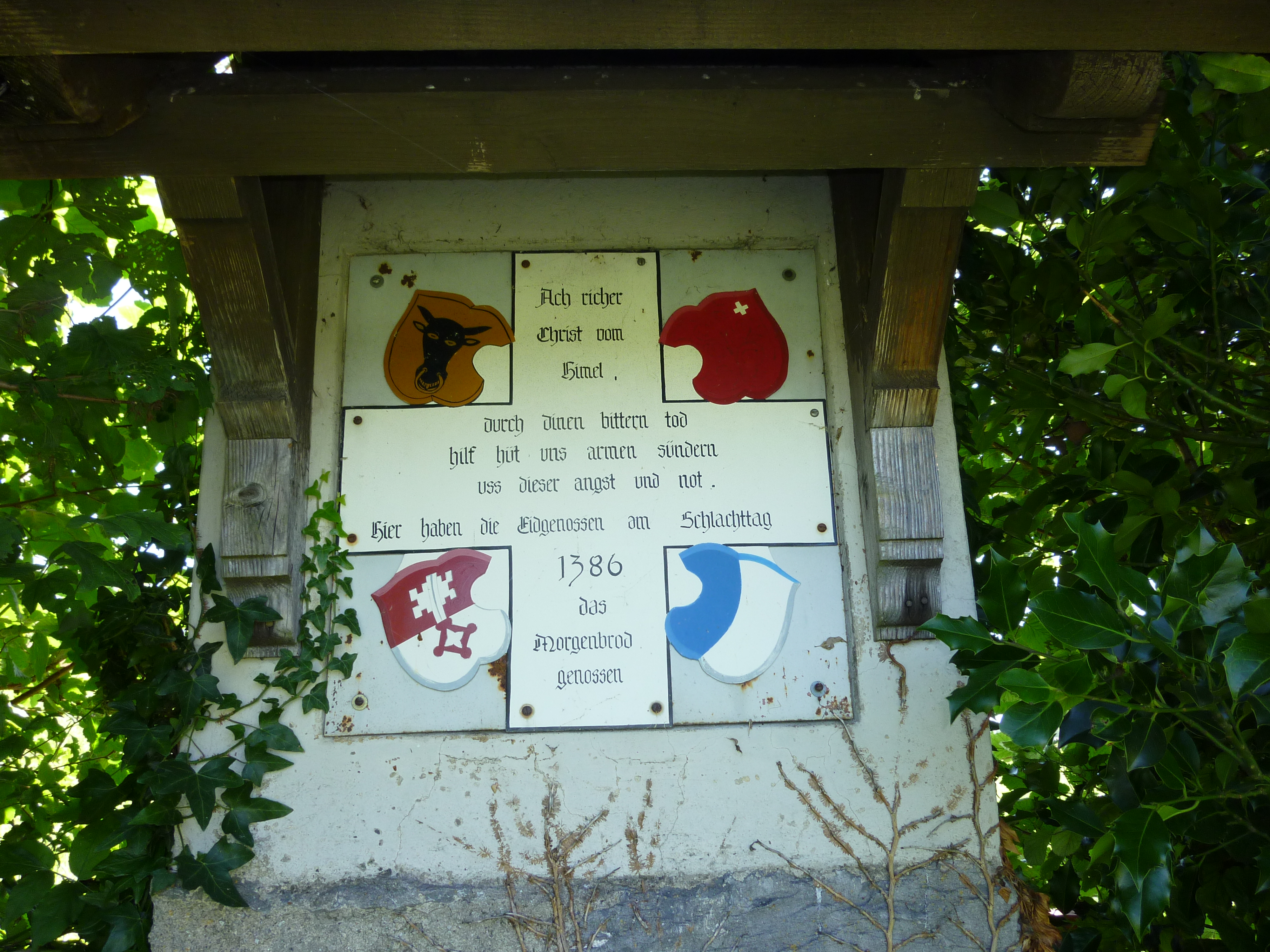
Inschrift
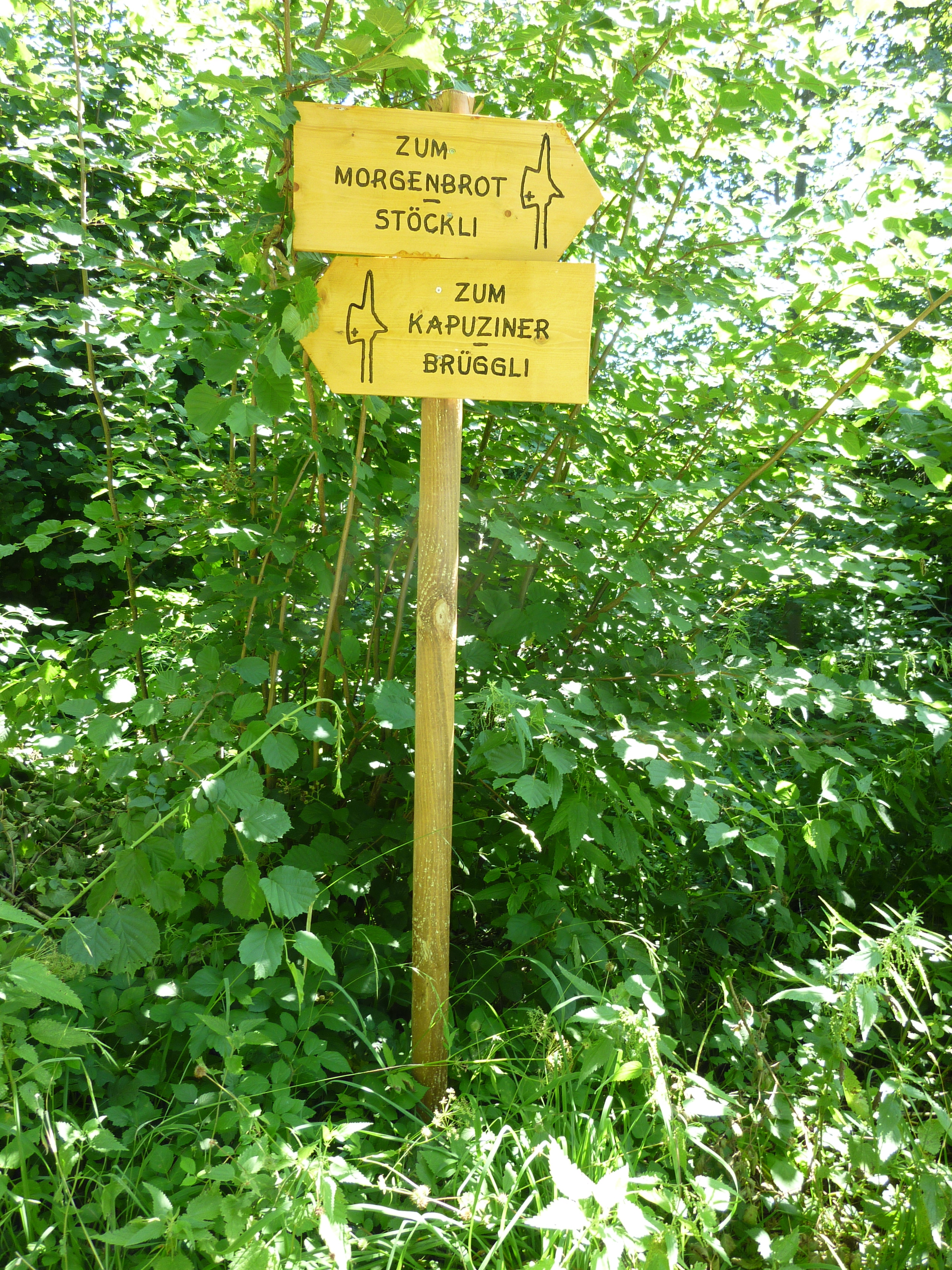
Wegweiser am Spazierweg

## Die Montagslitanei des Klosters Königsfelden
Herzog Leopold III. von Habsburg hatte bereits für sich eine Gruftkapelle in der Burg in Wiener Neustadt errichten lassen, wurde aber in der Kirche des Klosters von Königsfelden bei Brugg begraben. Seine letzte Ruhestätte fand er nach mehreren Umbettungen ab 1770 in der Stiftskirchengruft des Klosters Sankt Paul im Lavanttal in Kärnten.
Bis zur Annexion durch Bern 1415 folgte im Kloster Königsfelden und dessen Patronatskirchen in Waldshut der Montagsmesse eine Litanei in deutscher Sprache zum Gedenken Herzog Leopolds: «Gedenkt bei Gott unseres gnädigen Herrn, des Herzogs Leopold, der, bei Sempach in dem Seinen, mit den Seinen und von den Seinen erschlagen, hier begraben ist.» Die Litanei wird erstmals bei Veit Arnpeck berichtet.